# Arturo Islas
Arturo Islas (El Paso, Texas, 25 de mayo de 1938; Stanford, California, 15 de febrero de 1991) fue un profesor de inglés y novelista cuyos escritos se centraron en la experiencia de la dualidad cultural chicana.
Recibió tres títulos de la Universidad Stanford: una licenciatura en 1960, una maestría en 1963 y un doctorado en 1971, cuando se incorporó a la universidad. Islas fue uno de los primeros chicanos en los Estados Unidos en obtener un doctorado en inglés. En 1976, se convirtió en el primer profesor chicano en obtener un puesto titular en Stanford. 

## Temprana edad y educación
Huyendo de la Revolución Mexicana, el padre y los abuelos paternos de Islas cruzaron la frontera entre Estados Unidos y México para vivir en El Paso, Texas, en 1910. La abuela de Islas, Crecenciana, era una maestra que dedicó gran parte de su tiempo a disciplinar y educar a sus hijos, enseñándoles a leer, escribir y hablar inglés con fluidez, lo que permitió que el padre de Islas, Arturo Islas Sr., se convirtiera en oficial de policía en una fuerza policial blanca, y transmitiendo a Arturo Jr. y sus primos una profunda conexión con el aprendizaje.  Arturo Sr. y Jovita Islas tuvieron tres hijos Mario Islas se hizo sacerdote en Liberia y Luis Islas se convirtió en abogado en El Paso.
A pesar de un ataque de poliomielitis que puso en peligro su vida durante su niñez y que lo dejó con una cojera permanente, Islas fue un buen estudiante y se graduó como el mejor estudiante de su clase de la Escuela Secundaria Pública de El Paso en 1956, comenzando sus estudios universitarios en la Universidad de Stanford en Palo Alto en el otoño del mismo año.  Inicialmente, Islas tenía la intención de ser estudiante de medicina para seguir una carrera como neurocirujano. Sin embargo, después de que sus primeras clases de biología y química, Islas decidió estudiar humanidades, donde sobresalió en sus cursos. Finalmente se especializó en inglés y las fuentes difieren sobre si se especializó en literatura francesa o estudios religiosos.  Islas recibió varios honores por su éxito en sus estudios de literatura, siendo elegido miembro de Phi Beta Kappa y recibiendo varios premios por escritura creativa.  

## Vida posterior y carrera
Después de completar su doctorado en 1971, Arturo se unió inmediatamente al cuerpo docente de la Universidad de Stanford en el departamento de inglés. Fue presidente del Comité de Contratación de Profesores, asesor de estudiantes universitarios y becarios chicanos y codirector del Centro de Investigación Chicana de Stanford. Impartió clases centradas en el idioma inglés y los grupos minoritarios, y una clase titulada "Temas chicanos", la primera clase de este tipo que se impartió en el Departamento de Inglés de Stanford. Recibió el Premio Dinkelspiel a la Excelencia Docente de Pregrado en 1976. Ese mismo año, fue ascendido a profesor asociado, convirtiéndose así en el primer profesor chicano titular de Stanford.  En 1977, Islas se tomó un año sabático para terminar de escribir Día de los Muertos, la novela que se publicaría como The Rain God en 1984. La novela recibió el premio a la mejor ficción de la Conferencia de Bibliotecas Regionales Fronterizas en 1985 y fue seleccionada por la Asociación de Críticos del Área de la Bahía como una de las tres mejores novelas de 1984. En 1986, Islas se convirtió en profesor titular en la Universidad de Stanford y comenzó a escribir Migrant Souls, una secuela de The Rain God que se publicó en 1991. Había planeado que los libros formaran parte de una trilogía y estaba trabajando en el libro final, La Mollie and the King of Tears, cuando murió. La novela fue publicada póstumamente.

## Vida personal
Islas vivió con Jay Spears hasta que se separaron en 1970. Islas se enteró en 1985 de que Spears estaba en el hospital con sida, del cual murió en 1986. El propio Islas murió por complicaciones relacionadas con esa enfermedad el 15 de febrero de 1991 en su casa del campus. 

## Estilo de escritura
Islas escribió y publicó en varios géneros, pero es mejor conocido por sus dos novelas The Rain God y Migrant Souls. Ambos libros representan a la familia Angel, que vive en la región fronteriza de los Estados Unidos. Islas creía profundamente en escribir sobre la experiencia chicana en Estados Unidos para "ayudar a hacer visible la expresión creativa chicana y [la] lucha contra los actos racistas institucionales e individuales", y alentó a sus estudiantes chicanos a escribir desde su propia herencia y experiencia.  Utilizó constantemente detalles autobiográficos en sus novelas, particularmente en la forma del personaje Miguel, quien asiste a la universidad en California y lucha con graves problemas de salud, como lo hizo Islas durante la mayor parte de su vida. Islas también escribió historias locales sobre El Paso en su obra, y su abuela disciplinaria, Crecenciana, aparece en la forma de Mama Chona.
Un estudioso escribió que "[The Rain God] es una autobiografía ficticia porque es, ante todo, el relato del propio protagonista de cómo la familia Angel dio forma a su identidad". En general, The Rain God utiliza un narrador en tercera persona que, a través del discurso indirecto, simpatiza profundamente y es consciente de su conexión con el personaje principal, conectando al escritor con el protagonista.  En otras obras como La Mollie and the King of Tears, Islas utiliza un narrador en primera persona que habla en dialecto para reforzar la influencia de la experiencia personal en la obra. En ambos casos, el impacto de la herencia de Islas en la forma y el estilo de su obra es claro. Si bien no es un recuento exacto de su vida, las descripciones que hace de la familia Angel lo ubican en la categoría de escritores chicanos semiautobiográficos contemporáneos de origen de clase trabajadora que han trascendido las barreras del idioma para incluir a los chicanos en la clase de estudiantes educados y autores publicada. 

## Temas literarios

### Fronteras
Muchas de las obras de Islas se centran en el conflicto de fronteras. Su trabajo se desarrolla frecuentemente en ciudades fronterizas y explora las escenas dinámicas, percepciones y situaciones que ocurren cuando dos culturas se encuentran en la frontera entre Estados Unidos y México. Como es común en la literatura chicana, Islas critica los estereotipos relacionados con la asociación de blancos y estadounidenses con civilizados, así como de negros y mexicanos con tribales e incivilizados. Analiza las divisiones que esto causa en las comunidades de las ciudades fronterizas, especialmente en algunos de sus cuentos anteriores, y continúa ampliando el tema en sus novelas posteriores, como The Rain God. También se observan disparidades económicas, ya que Islas compara la élite anglosajona con el empobrecimiento de los mexicanos. Además, analiza las fronteras y la identidad chicana a través de un examen del lenguaje, haciendo distinciones entre español castellano, español mexicano e inglés. Identifica las ventajas del bilingüismo en Estados Unidos, los estereotipos asociados con el español mexicano y cómo las diferentes formas de lenguaje contribuyen al establecimiento de la identidad personal. 

### Sexualidad
La exploración de la sexualidad es muy frecuente en las obras de Islas cuando analiza el tema en relación con la comunidad chicana. En Pobre Corderito, Islas analiza el papel de la cultura machista. Presenta al protagonista como el hijo no macho que desafía la voluntad y las expectativas de su padre, muy macho, rompiendo los estereotipos de masculinidad en la cultura chicana.  La idea de la represión sexual a través de la cultura también está presente en las obras más conocidas de Islas. En The Rain God, la familia Ángel vive en una comunidad patriarcal muy estructurada en la que la homosexualidad no se considera válida y el tema permanece tácito. Esto es evidente en el lenguaje utilizado. A lo largo del libro, la palabra "homosexual" aparece sólo una vez, y los personajes optan por utilizar términos más ambiguos como "queer" y "joto" que aluden a la homosexualidad sin indicarlo explícitamente. Además, The Rain God muestra la represión sexual a través de la religión. La familia Ángel es muy católica: una religión que niega la validez de cualquier sexualidad que no sea la heterosexualidad. "En lugar de definir una presencia homosexual dentro de la familia, lo que significaría confrontar la verdad, el clan Ángel confía en su miedo y vergüenza para dar cabida a la ilusión de que no existe en su hogar o en sus vidas". 

### Lazos autobiográficos
Las obras de Islas tienen muchos vínculos biográficos. Los fuertes temas de la sexualidad están relacionados con la propia exploración de Islas de su sexualidad.  Muchos personajes también padecen enfermedades físicas, como Miguel Chico en The Rain God. La novela comienza con Miguel recuperándose de una cirugía y notando cómo "será para siempre un esclavo de los aparatos de plástico" (7).  Acontecimientos como este reflejan directamente la vida del propio Islas, quien tuvo muchas cirugías, incluida una colostomía en 1969. Al igual que Chico, Islas sufrió polio cuando tenía ocho años y tuvo que someterse a largas sesiones de fisioterapia. La enfermedad lo dejó con una cojera permanente.
Miguel Chico también se parece a Islas en que "había sido el primero de su generación en salir de casa inmediatamente después de terminar la secundaria después de haber sido admitido en una universidad privada y prestigiosa antes de que estuviera de moda o fuera conveniente aceptar estudiantes de su entorno" (5),  justo cuando Islas fue a Stanford. También como Chico, Islas vivía en San Francisco; También utilizó su ciudad natal como modelo para la ciudad donde vive la familia Angel en su libro. Y a Islas y sus primos les enseñó a leer su abuela, como Mamá Chona les enseña a sus nietos en la novela.
Big Mamou y su hija, Emily, dos personajes de La Mollie and the King of Tears, están basados en la músico de blues de San Francisco Margaret Moore y su hija Kirsten Moore, amigas cercanas del autor desde hace mucho tiempo. Arturo Islas fue padrino de Kirsten Moore. La historia de Kahoutek fue relacionada originalmente con Arturo por Margaret Moore, quien la escuchó por primera vez de "Mike", un bajista y compañero de banda de blues de Johnny Nitro, The Door Slammers. Arturo quedó encantado con la historia de Kahoutek y decidió utilizarla como marco para el libro. Johnny Nitro, también amigo de Arturo, tocaba en clubes del Área de la Bahía de San Francisco, entre los que destaca The Saloon en North Beach.

## Obras
- The Rain God: A Desert Tale, William Morrow, 1984, ISBN 978-0916485009(ganador del premio Southwest Book Award de la Asociación de Bibliotecas Regionales Fronterizas )
- Migrant Souls, William Morrow & Co, 1990, ISBN 0688074103
- La Mollie and the King of Tears, University of New Mexico Press, 1996, ISBN 0826317324